# Ben Carter
Ben Carter (Iowa, Estados Unidos, 10 de febrero de 1910-Nueva York, 12 de diciembre de 1946) fue un actor estadounidense especialmente recordado por su aparición en la película The Harvey Girls donde acompaña a Judy Garland en la canción On the Atchison, Topeka and the Santa Fe. Dicha canción ganó el premio Óscar a la mejor canción original de 1946.
Otras de las películas más famosas en las que actuó son: Dixie Jamboree o Born to Sing.